# Tom Clancy's Ghost Recon 2
Tom Clancy's Ghost Recon 2 är uppföljaren till Tom Clancy's Ghost Recon. Handlingen utspelar sig år 2007 på den koreanska halvön där militären har tagit makten i Nordkorea och förbereder krig mot grannländerna. För att stoppa landet från att använda kärnvapen skickas den inofficiella elitstyrkan Ghosts, där Kapten Scott Mitchell är styrkans ledare.
Spelet är utgivet av Ubisoft och släpptes 2004 till Xbox, Playstation 2 och Gamecube.